# Cratere Rublev
Rublev  è un cratere sulla superficie di Mercurio.